# Appula aliena
Appula aliena là một loài bọ cánh cứng trong họ Cerambycidae.